# Antonio Ros López
Mario Antonio Ros López (Murcia, 1900-1975) fue un escultor español.

## Biografía
Hijo de agricultores de la huerta murciana, creció entre las faenas agrícolas, pero muy pronto despertó en él su vocación por la escultura. Al pasar un día el poeta Pedro Jara Carrillo quedó entusiasmado de ver la destreza del joven Mario modelando el barro, y le aconsejó a sus padres que lo enviaran a las clases de dibujo en la Real Sociedad Económica de Amigos del País de Murcia.
Con diecisiete años viajó a Madrid a completar su formación en la Escuela de Bellas Artes de San Fernando donde fue discípulo de Mariano Benlliure e Ignacio Pinazo. Becado por la Excma. Diputación Provincial de Murcia, cursa también estudios en Roma, Florencia y París. 

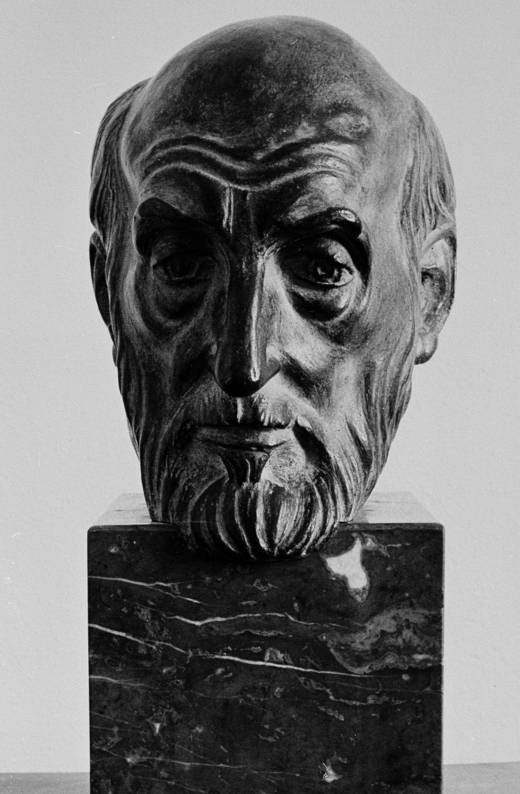
Busto de Ramón y Cajal.

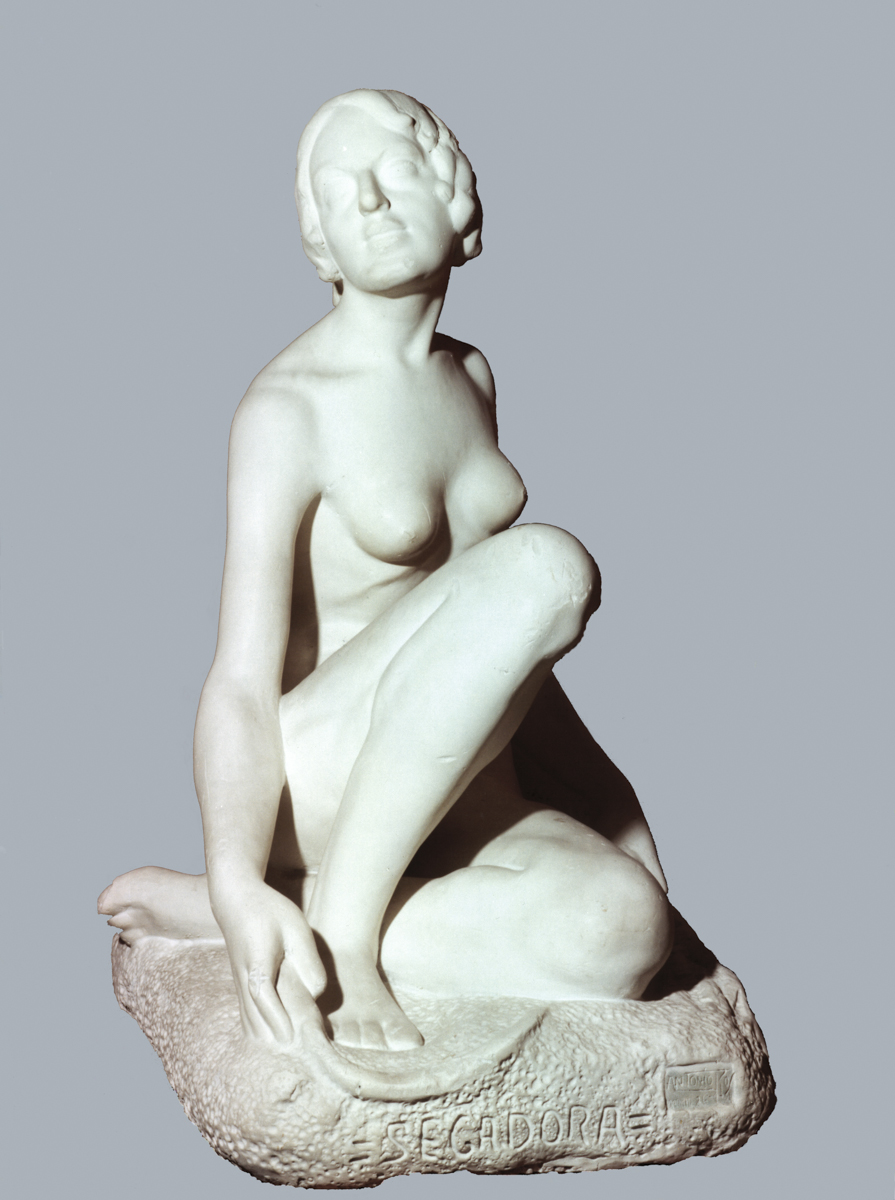
La Segadora (1924).

En 1922 participó en el III Salón de Otoño de Madrid, presentando a este dos obras, "Luisito" y "Viejo de Lopera", obtiene en esta una propuesta para socio.
En 1924 expone, en el Círculo de Bellas Artes de Murcia, una obra titulada "La Segadora", desnudo femenino en actitud reclinada. La obra estuvo expuesta en el vestíbulo de la Diputación Provincial de Murcia hasta su posterior traslado al Palacio de San Esteban (Murcia), sede de la Comunidad Autónoma de Murcia, en donde se encuentra en la actualidad.
En 1926, Antonio Ros, presenta una serie de esculturas en la Exposición Nacional celebrada en el Palacio de Cristal del Buen Retiro de Madrid, junto a magníficas obras salidas de los cinzeles de Borrel Nicolau, Marinas, Iurria, Planes, Benlliure y otros. El escultor presentó a esta magna exposición diez obras, de las cuales cuatro sobresalen por encima de las demás. La más notable de todas ellas es “Ensueño”, situada en el centro del Salón, con un hombro levantado y apoyado en la región escapular.Le sigue “Minero Vasco”, hombre con boina, con rostro bronceado por el sol del norte, obra que fue adquirida por el Ayuntamiento. Este año, presenta también varias obras en el VI Salón de Otoño de Madrid, entre ellas destaca una, "Cabeza de estudio", que recibe muy buenas críticas en la revista Blanco y Negro del diario ABC.

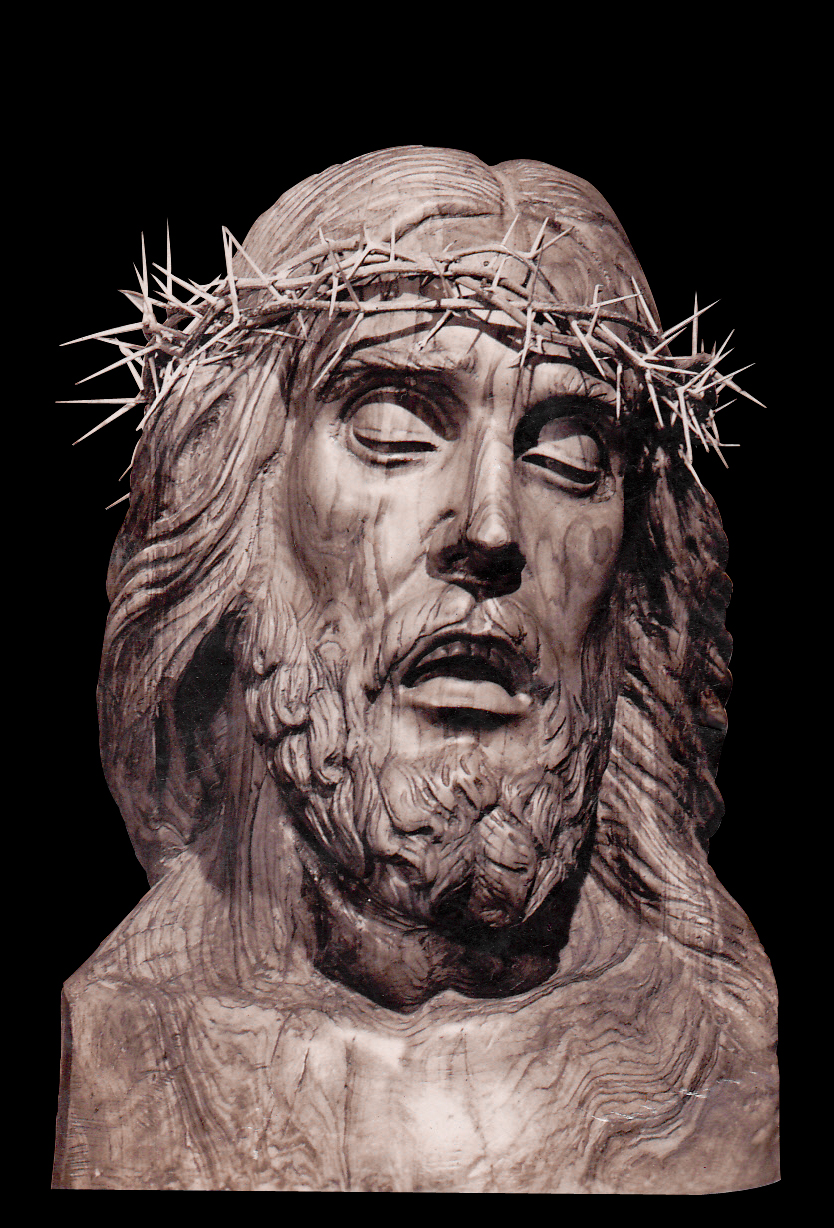
Cabeza de cristo (1943).

A comienzos de octubre de 1927, lleva a cabo y finaliza una obra muy importante, el Monumento a San Francisco de Asís, en el Plano de San Francisco de Murcia. el monumento fue destruido en los tristes sucesos que siguieron a la proclamación de la Segunda República, en mayo de 1931. En el convento franciscano de Santa Catalina del Monte, en el Verdolay (Murcia), se conserva en el patio del jardín, el cuerpo del Santo de Asís, a la que le fue añadida una cabeza con posterioridad, y es una burda imitación de la original, que se encuentra embalada en los sótanos del convento de las claras de Murcia.

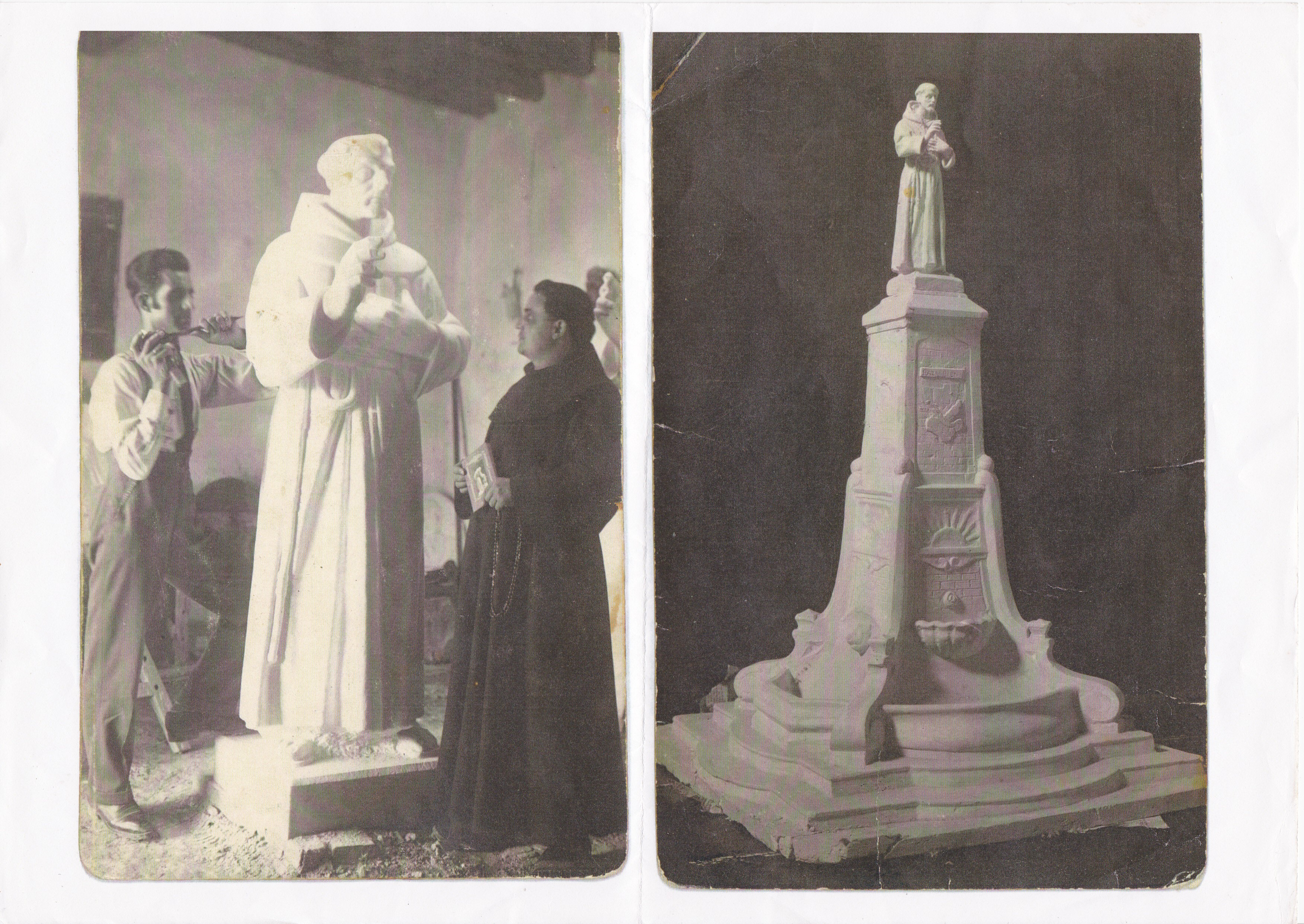
Monumento a San Francisco de Asís. En el año 1927 fue inaugurado en el Plano de San Francisco de Murcia.

El sábado 15 de febrero de 1930, en el Salón Principal del Palacio de Bibliotecas y Museos de Madrid, situado en el Paseo de Recoletos se abre una exposición del pintor José María Almela Costa y del escultor Mario Antonio Ros, inaugurada a las doce del mediodía. El escultor Ros ha presentado a esta exposición 25 esculturas: Minero, Ramón y Cajal, Mi padre, Poeta, Piedad, Mari Tere, Almela Costa, Maternidad, Teresa, Ofrenda, R. Martínez, Jara Carrillo, Armandita, A. Chacón, Salomé, M. Martín, Gitana, Lagarterana,  Danza,  Amanecer, F. Martín, Boceto, Lola, La Noche, La Música. Una de estas obras “Danza” (escayola), fue seleccionada el 15 de abril del citado año para figurar en la Exposición Nacional de Bellas Artes, Sección de Escultura con el nº942.
A la muerte de Santiago Ramón y Cajal sacó de su lecho funerario, una mascarilla de cera del rostro, que fue fundida en bronce a comienzos de enero de 1931. La Casa Mir y Ferrero la comercializó por 350 pts. la unidad, como regalo a catedráticos y doctores en Medicina. El original es propiedad de Museo del Prado.
Después de la guerra, en abril de 1943, junto a otros artistas, concurrió a la Exposición de Pintura y Escultura, organizada por el Casino de Murcia y patrocinada por el Excelentísimo Ayuntamiento de Murcia, donde presentó una magnífica cabeza de Cristo, tallada en madera de olivo, muy expresiva, donde las espinas le atravesaban las cejas. Fue robada de la casa del escultor, junto con moldes, herramientas y otras obras, al poco tiempo de su fallecimiento. Cuatro años más tarde, en 1947, en primavera concurre a una Exposición de Pintura y Escultura, organizada por el Ayuntamiento de Murcia en los Salones de la Sociedad Económica de Amigos del País, presentando dos obras: Segoviano y Busto de niña. Siguió haciendo bustos hasta su muerte.